# Pasaporte neozelandés
El pasaporte neozelandés (maorí: Uruwhenua Aotearoa) se emite a los ciudadanos de Nueva Zelanda para la realización de viajes internacionales por parte del Departamento de Asuntos Internos. El 70% de los ciudadanos de Nueva Zelanda poseen pasaportes, por lo que hay hay alrededor de 2,9 millones de pasaportes de Nueva Zelanda en circulación. Es considerado  uno de los pasaportes más poderosos del mundo.

## Historia

### Principios delsigloXX: se introducen los pasaportes
Había pocos países que exigían pasaportes antes de la Primera Guerra Mundial, por lo que normalmente no se exigían para viajar al extranjero. En 1900 hubo solicitudes ocasionales de pasaportes en Nueva Zelanda, que fueron firmados personalmente por el Gobernador. En 1905, el diputado George Fowlds decidió regresar a Escocia para celebrar el centenario de su padre. Decidió que necesitaba un pasaporte cuando su barco estaba a punto de zarpar, por lo que fue un inconveniente tanto para el departamento como para el Gobernador que tuvo que firmarlo. Se emitía un único pasaporte a nivel familiar, pero no incluía una fotografía ni ningún dato personal como edad, altura o color de ojos.
En la Primera Guerra Mundial, el gobierno británico comenzó a exigir pasaportes en 1915, y Nueva Zelanda hizo lo propio en el mismo año, con el consecuente aumento de la carga de trabajo para el departamento y la policía. En 1909 se expidieron 1.108 pasaportes, pero se expidieron 6.000 en los nueve meses comprendidos entre noviembre de 1915 y agosto de 1916. El número se mantuvo alto gracias a los viajes realizados después de la guerra, al realizarse más de 4.300 en 1921, y el número se mantuvo en ese nivel hasta la Gran Depresión.

### Década de 1950: Se introduce la ciudadanía neozelandesa
La creación de la ciudadanía neozelandesa actual surgió con la aprobación de la Ley de nacionalidad británica y ciudadanía neozelandesa de 1948 (que entró en vigor el 1 de enero de 1949). Con esta nueva ley, la residencia en Nueva Zelanda ya no permitía a los ciudadanos británicos o de la Commonwealth la obtención de un pasaporte neozelandés, por lo que tuvieron que solicitar en primer lugar la ciudadanía neozelandesa, y luego un pasaporte. En 1950, el número de pasaportes expedidos superó los diez mil, el doble que los expedidos en 1939. Entre 1948 y 1977, los pasaportes neozelandeses llevaban las palabras "ciudadano neozelandés y súbdito británico".
A partir del 1 de julio de 1981, el gobierno de Malcolm Fraser anunció que los ciudadanos de Nueva Zelanda no podían viajar a Australia sin pasaportes, y aquellos residentes de Nueva Zelanda que no eran ciudadanos tenían que solicitar un visado. Esta medida se hizo por la gran cantidad de gente que viajaba de Nueva Zelanda a Australia, y esto fue una manera de aumentar los controles de los viajes entre estos países.

### Década de 1990: Pasaportes de lectura mecánica
En 1992, el Departamento de Interior comenzó a expedir pasaportes de lectura mecánica en Nueva Zelanda, mientras que las embajadas neozelandesas en el extranjero continuaron emitiendo pasaportes manuales. Desde el 24 de febrero de 1992, los nombres de los niños ya no figuran en los pasaportes de sus padres. En febrero de 1997, la Alta Comisión de Nueva Zelanda en Londres comenzó a expedir pasaportes de lectura mecánica.
El francés fue eliminado de la página de datos personales del pasaporte de Nueva Zelanda en diciembre del 2000, siendo reemplazado por el maorí. Este cambio fue promovido por el Departamento de Asuntos Internos, que "señala el estatus del maorí como idioma oficial de Nueva Zelanda, por lo que se busca otorgar a los neozelandeses que viajan al extranjero un pasaporte que refleje con mayor precisión su identidad nacional".
En el 2001, el Departamento de Interior se hizo cargo de la oficina de pasaportes de Londres, la cual pertenecía anteriormente al Ministerio de Asuntos Exteriores y Comercio.

### Década de 2000: Eliminación de los pasaportes sin lectura mecánica
En 2003, el 4% aproximadamente de todos los poseedores de pasaportes de Nueva Zelanda todavía poseían una versión que no era de lectura mecánica.
El 26 de octubre de 2004, las misiones diplomáticas de Nueva Zelanda dejaron de expedir pasaportes manuales y, ese mismo día, comenzaron a expedir documentos de viaje de emergencia de corta duración, legibles por máquina, destinado a aquellos ciudadanos neozelandeses que necesitan viajar con urgencia. Una de las razones para reducir el número de pasaportes que no eran de lectura mecánica en circulación fue la búsqueda del aumento de la seguridad de los pasaportes de Nueva Zelanda, mientras que otra razón fue que, a partir de ese día, los neozelandeses que viajaran a los Estados Unidos bajo el Programa de exención de visados debían ingresar con un pasaporte de lectura mecánica, para así poder seguir entrando en EEUU sin visado.
A partir de esta fecha, todos los ciudadanos neozelandeses que soliciten un pasaporte en el extranjero deberán enviar su solicitud a la Oficina de Pasaportes de Nueva Zelanda, ya sea en Sídney o en Londres. Esto también conllevó que todos los pasaportes neozelandeses expedidos eran de lectura mecánica. Los pasaportes neozelandeses no legibles por máquina restantes todavía eran válidos. Expiraron a más tardar el 25 de octubre de 2014, fecha en la que alrededor del 2% de los poseedores de pasaportes de Nueva Zelanda todavía tenían una versión no legible por máquina.

### 2005: Pasaportes biométricos
El 4 de noviembre de 2005, el Departamento del Interior comenzó a expedir pasaportes biométricos.Para cubrir los mayores costos asociados con la producción de pasaportes biométricos, el costo de la solicitud aumentó de 71 dólares neozelandeses a 150 dólares neozelandeses para los adultos y de 36 dólares neozelandeses a 80 dólares neozelandeses para los niños.
Todos los pasaportes expedidos entre el 24 de abril de 2005 y el 29 de noviembre de 2015, tanto para adultos como para niños, tienen una validez máxima de cinco años como resultado de la Ley de Enmienda de Pasaportes (2005). Los pasaportes expedidos antes del 24 de abril de 2005 siguieron siendo válidos hasta la fecha de vencimiento indicada en la página de datos personales.

### 2009: Nuevo diseño del pasaporte
El 23 de noviembre de 2009, el Departamento del Interior lanzó una nueva versión del pasaporte biométrico. Una de las razones para introducir un nuevo diseño de pasaporte fue garantizar que seguiría siendo difícil la producción de pasaportes neozelandeses falsificados. A diferencia del pasaporte biométrico anterior, las fotografías de la página de datos personales ahora están grabadas con láser en blanco y negro para una mayor seguridad.

### 2014: Validez restablecida a 10 años
El 29 de mayo de 2014, el Comité de Administración Gubernamental recomendó al gobierno de Nueva Zelanda el restablecimiento de la validez de diez años en los pasaportes destinados para adultos. Se aprobaron cambios en la ley en 2015 y desde el 30 de noviembre de 2015, los pasaportes de 10 años están nuevamente disponibles para los neozelandeses de 16 años o más. No obstante, los pasaportes para niños menores de 16 años siguen siendo válidos por 5 años.

### 2021: Diseño del pasaporte actualizado
El 3 de mayo de 2021, el Departamento del Interior lanzó una versión actualizada del pasaporte biométrico. Estos nuevos pasaportes contienen características de seguridad nuevas y mejoradas. Además, el idioma maorí apareció primero en la portada y en toda la libreta de pasaportes. Debido a los efectos de la pandemia de COVID-19 en los viajes, se siguieron emitiendo existencias de la serie anterior hasta que se agotaron.

## Derecho al pasaporte
Sólo los ciudadanos de Nueva Zelanda tienen derecho a recibir pasaportes neozelandeses. No obstante, el Departamento de Asuntos Internos dispone de otros documentos de viaje para refugiados o residentes de Nueva Zelanda que no pueden obtener pasaportes de sus países de origen pero necesitan viajar.

## Tipos
| Tipo                               | Uso | Imagen de portada                           |
| ---------------------------------- | --- | ------------------------------------------- |
| Ordinario                          | Emitido a ciudadanos de Nueva Zelanda para viajes ordinarios, como vacaciones y viajes de negocios. |                                             |
| Diplomático                        | Emitido a diplomáticos de Nueva Zelanda y funcionarios gubernamentales de alto rango. Los titulares de un pasaporte diplomático deben utilizar su pasaporte ordinario si su viaje es por motivos no diplomáticos. | New Zealand Diplomatic Passport cover       |
| Oficial                            | Emitido a personas que representan al gobierno de Nueva Zelanda en asuntos oficiales. Se recomienda a los funcionarios que utilicen un pasaporte estándar si es posible y que solo soliciten un pasaporte oficial si existen posibles hostilidades o problemas de visa. Nota: Los titulares de un pasaporte oficial deben utilizar su pasaporte ordinario si su viaje es por motivos no oficiales. | New Zealand Official Passport cover         |
| Documento de viaje de emergencia   | Emitido únicamente para viajes urgentes. | New Zealand Emergency Travel Document cover |
| Certificado de Identidad           | Emitido para los residentes extranjeros de Nueva Zelanda que no pueden obtener un pasaporte nacional. | New Zealand Certificate of Identity cover   |
| Documento de viaje para refugiados | Emitido para refugiados reconocidos en Nueva Zelanda. | New Zealand Refugee Travel Document cover   |

## Procedimiento de obtención del pasaporte

### Procedimiento de solicitud
El Departamento del Interior es responsable de la expedición de pasaportes neozelandeses. El Departamento de Asuntos Internos expide pasaportes desde sus oficinas en Auckland, Christchurch y Wellington en Nueva Zelanda, así como desde oficinas en el extranjero en Sídney y Londres. Las misiones diplomáticas de Nueva Zelanda fuera de Sydney y Londres no pueden expedir pasaportes.
Los pasaportes de adultos se pueden solicitar en línea tanto por primera vez como para renovaciones. El tiempo de procesamiento estándar es de hasta 10 días hábiles más la entrega, a menos que se solicite un servicio urgente o de llamada. Existen tarifas en línea para Australia y el Reino Unido, así como para Nueva Zelanda.
A partir de enero de 2020, un pasaporte estándar cuesta 191$ para adultos y 111$ para niños. En la tarifa está incluida la entrega dentro de Nueva Zelanda.

### Viaje urgente
En situaciones de emergencia, algunas misiones diplomáticas de Nueva Zelanda pueden emitir un documento de viaje de emergencia con una validez de sólo un año, el cual está destinado a aquellos ciudadanos de Nueva Zelanda que no tienen tiempo para obtener un pasaporte a tiempo para viajar. Una solicitud de un documento de viaje de emergencia de Nueva Zelanda cuesta 350 dólares neozelandeses. Incluye la tarifa de un pasaporte de reemplazo completo antes de la expiración de este documento. En los países donde no hay una oficina diplomática de Nueva Zelanda, los ciudadanos neozelandeses que necesiten viajar con urgencia y cuyo pasaporte haya caducado, se haya perdido o haya sido robado, pueden recibir un documento de viaje de emergencia a un costo de 95£ por parte de una misión extranjera británica, siempre que esto haya sido autorizado por el Ministerio de Asuntos Exteriores y Comercio de Nueva Zelanda.

### Ciudadanía de Nueva Zelanda
Como alternativa a la obtención de un pasaporte neozelandés, los ciudadanos neozelandeses con otra nacionalidad y un pasaporte extranjero pueden solicitar un documento que indique la ciudadanía neozelandesa. Puede colocarse físicamente dentro del pasaporte extranjero, o bien puede estar vinculado de forma electrónica. Es válido durante la duración del pasaporte extranjero en el que está respaldado o al que está vinculado electrónicamente. Tiene un coste de 130$ para la primera solicitud y 80$ para solicitudes posteriores, lo que significa que es más barato que obtener un pasaporte neozelandés ordinario para adultos. La tarifa por el documento cuenta con un menor coste si se vincula electrónicamente o se fija dentro de un pasaporte emitido por Austria, Finlandia, Grecia, Islandia, Israel, Italia o Turquía. Dado que la validez máxima de los pasaportes neozelandeses es de 10 años para adultos y de 5 años para menores de 16 años, un documento que indique la ciudadanía neozelandesa puede resultar una opción aún más económica si se coloca dentro o se vincula electrónicamente a un pasaporte extranjero. También es más fácil obtener un documento que indique la ciudadanía neozelandesa que un pasaporte neozelandés en el extranjero, debido a que es un trámite que puede hacerse en un mayor número de misiones diplomáticas. Sin embargo, es posible que los ciudadanos de Nueva Zelanda con doble o múltiple nacionalidad que viajen con un pasaporte emitido por otro país no puedan acceder a la asistencia consular de Nueva Zelanda mientras estén en el extranjero y no puedan disfrutar de tantas exenciones de visados. Por ejemplo, un ciudadano con doble ciudadanía neozelandesa y samoana que viaja únicamente con un pasaporte samoano con el documento que indica la ciudadanía neozelandesa colocado en su interior no puede obtener un visado de categoría especial al llegar a Australia, por lo que debe obtener un visado de turista australiano antes de viajar.

### Viaje de regreso sin pasaporte
En general, para establecer el derecho a ingresar a Nueva Zelanda, un ciudadano neozelandés debe presentar un pasaporte neozelandés válido o un pasaporte emitido por otro país que esté vinculado electrónicamente o físicamente con un documento adicional que indique la ciudadanía neozelandesa.
Sin embargo, una misión diplomática de Nueva Zelanda o una sucursal de Inmigración de Nueva Zelanda pueden solicitar que un funcionario de inmigración en un puerto de entrada en Nueva Zelanda no exija ver el pasaporte de un ciudadano de Nueva Zelanda en circunstancias urgentes o compasivas, siempre que no haya tiempo suficiente para que se emita un pasaporte neozelandés.

## Apariencia física

### Portada
La versión actual de los pasaportes de Nueva Zelanda emitidos desde mayo de 2021es negra, con el escudo de armas de Nueva Zelanda estampado en plata en el centro de la portada. Las palabras "URUWHENUA AOTEAROA" y "NEW ZEALAND PASSPORT" están inscritas encima del escudo de armas en plata. El símbolo biométrico estándar aparece en la parte inferior de la portada. Tanto la portada como la contraportada tienen helechos plateados grabados en el borde exterior.

### Nota del pasaporte
Los pasaportes contienen una nota del estado emisor dirigida a las autoridades de todos los demás estados, identificando al portador como ciudadano de ese estado y solicitando que se le permita pasar y ser tratado de acuerdo con las normas internacionales. La nota dentro de los pasaportes de Nueva Zelanda dice en inglés:
The Governor-General in the Realm of New Zealand requests in the Name of Her Majesty The Queen all whom it may concern to allow the holder to pass without delay or hindrance and in case of need to give all lawful assistance and protection.
En maorí:
He tono tēnei nā te Kāwana-Tianara O te Whenua o Aotearoa i raro i te Ingoa o Kuini Erihāpeti ki te hunga e tika ana kia kaua e akutōtia, e whakakōpekatia te tangata mau i te uruwhenua nei i ana haere, ā, i te wā e hiahiatia ai me āwhina, me manaaki anō hoki.
Una vez que se agoten las existencias de pasaportes en blanco de Nueva Zelanda, se emitirán nuevos pasaportes a nombre de Carlos III del Reino Unido, pero todos los pasaportes emitidos hasta entonces seguirán llevando el nombre de "Su Majestad".

### Idiomas
Las partes textuales de los pasaportes neozelandeses están impresas tanto en maorí como en inglés.

### Página de biodatos
La página de datos personales de la versión actual del pasaporte de Nueva Zelanda incluye los siguientes datos:
- Foto del titular del pasaporte (en blanco y negro)
- Tipo (Momo): P
- País (Whenua): NZL
- N° Pasaporte (Tau Uruwhenua)
- Apellido (Ingoa whānau)
- Nombres de pila (Ingoa ake)
- Nacionalidad (Iwi tūturu): NEW ZEALAND
- Fecha de nacimiento (Rā whānau)
- Sexo (Tāne-Wahine)
- Lugar de nacimiento ( Wāhi whānau ) (Los pasaportes emitidos después de diciembre de 2005 sólo incluirán la ciudad de nacimiento)
- Fecha de emisión (Rā tīmatanga)
- Fecha de caducidad (Rā mutunga)
- Autoridad (Te Mana Tuku)

La página de información termina con la zona de lectura mecánica.

## Asuntos legales
En virtud de la Ley de Pasaportes de 1992, el ministro del Interior tiene la facultad de denegar un pasaporte, por ejemplo, por motivos de seguridad nacional.
El Ministro también tiene la facultad discrecional de expedir un pasaporte por un período de validez inferior al actual de diez años.

## Grupo de Pasaportes de las Cinco Naciones
Nueva Zelanda participa en el Grupo de Pasaportes de las Cinco Naciones, un foro internacional de cooperación entre las autoridades emisoras de pasaportes de Australia, Canadá, el Reino Unido y los Estados Unidos para "compartir mejores prácticas y discutir innovaciones relacionadas con el desarrollo de políticas de pasaportes".

## Incidentes
En 2004, dos israelíes, presuntos agentes que trabajaban para el Mossad, Eli Cara y Uriel Kelman, fueron condenados y encarcelados por intentar obtener pasaportes neozelandeses mediante la presentación de solicitudes fraudulentas. Un tercer presunto agente del Mossad, Zev William Barkan, antiguo diplomático israelí radicado en Europa, estuvo involucrado en el robo de la identidad de un residente tetrapléjico de Auckland para obtener un pasaporte fraudulento a su nombre. Un año después, el gobierno israelí se disculpó formalmente con el gobierno de Nueva Zelanda por las acciones de sus ciudadanos.
Inmediatamente después del terremoto de Christchurch de 2011, surgieron preocupaciones de que un grupo de israelíes pudiera haber estado intentando nuevamente obtener de manera fraudulenta pasaportes de Nueva Zelanda,pero hasta la fecha se ha encontrado poca evidencia de esto. 
Después de que Ofer Mizrahi, un ciudadano israelí, muriera aplastado por la caída de mampostería en una camioneta estacionada, se encontró que estaba en posesión de más de un pasaporte extranjero, por lo que el gobierno de Nueva Zelanda investigó si él y sus compañeros tenían vínculos con el Mossad. Existía la preocupación de que los viajeros pudieran haber estado intentando infiltrarse en el sistema informático nacional de la policía para obtener acceso a información que podría usarse para clonar pasaportes de Nueva Zelanda.
Sus compañeros de viaje supervivientes, Michal Fraidman, Liron Sade y Guy Jordan, se reunieron con funcionarios israelíes y abandonaron Nueva Zelanda doce horas después del terremoto. Después de las investigaciones realizadas por la policía y el SIS, el primer ministro John Key determinó que el Mossad no estaba involucrado y que: "En opinión de esas agencias, no existe ningún vínculo entre esos individuos y las agencias de inteligencia israelíes. No se encontraron pruebas de que sugerir que había algo sospechoso".

## Requisitos de visado
En julio de 2023, los ciudadanos de Nueva Zelanda tenían acceso sin visado o con visa a la llegada a 187 países y territorios, lo que ubica al pasaporte de Nueva Zelanda en el quinto lugar en términos de libertad de viaje según el Índice de Pasaportes Henley. Además, el Índice de pasaportes de Arton Capital clasificó al pasaporte de Nueva Zelanda en el sexto lugar del mundo en términos de libertad de viaje, con una puntuación sin visado de 162 territorios (empatado con los pasaportes islandeses y malteses), a fecha de 2 de diciembre de 2018.